# Котляревські
Котляревські (рос. Котляревский, пол. Kotlarewski) — дворянські роди.

## Походження
Перший, що послуговувався гербом Огоньчик і до якого належить Іван Петрович Котляревський.
Другий, до якого належить Петро Степанович Котляревський. 
Третій, що відноситься до дворянства «по чину». Визначеннями Правлячого Сенату від 8 липня 1854 і 11 жовтня 1856 рр., затверджені постанови Казанського дворянського депутатського зібрання від 8 травня 1854 р і 27 серпня 1856 р про внесення до другої частини дворянської родоводу книги штабс-капітана корпусу гірничих інженерів Івана Петрова Котляревського, по чину прапорщика, отриманого ним в 1842 році, разом з його дружиною Ганною Павлівною і дітьми їх: Павлом, Петром, Миколою, Ларисою і Ольгою.

## Опис герба
Поле щита вкрито злато-чорним 
Поле щита покрито злато-чорним білячим хутром в п'ять рядів. На цьому полі червлений котел з червені ручкою.
Над щитом дворянський шолом з короною. Нашоломник: два орлиних крила, покритих злато-чорним білячим хутром. На кожному крилі по червені котла з червені ручкою.  Намет: праворуч - чорний з золотом, зліва - червлений з золотом.